# Le Nid de chouettes
Le Nid de chouettes est un dessin de Jérôme Bosch conservé au musée Boijmans Van Beuningen à Rotterdam, aux Pays-Bas. 